# デビット・ゾペティ
デビット・ゾペティ（David Zoppetti、1962年2月26日 - ）は、スイス生まれ、日本在住の小説家。イタリア系。非母語である日本語で作家活動を行う。

## 経歴
ジュネーヴ出身。ジュネーヴ大学日本語学科を中退して来日、同志社大学文学部国文学専攻に編入。
卒業後の1991年、テレビ朝日初の外国籍社員として入社。入社直後の1991年4月5日に十数名の新入社員の一人として「森田健作の熱血テレビ」のオープニングに出演。司会の森田健作に引っ張りだされて紹介されている。
その後、報道番組「ニュースステーション」で記者兼ディレクターとして活躍。また、同社の男性育児休業取得者第1号ともなる。
1996年、『いちげんさん』で、第20回すばる文学賞を受賞。第116回芥川賞候補。1998年、テレビ朝日を退社し執筆に専念。
2000年『アレグリア』で第13回三島由紀夫賞候補。2001年『旅日記』で第50回日本エッセイスト・クラブ賞を受賞。

## 人物
- ドイツ語、フランス語、イタリア語、英語、日本語の5か国語に通じるマルチリンガルである。
- 曾祖父母の代まで遡ると、イタリア人、アメリカ人、ウクライナ人、イラク人とポーランド人の直系先祖がいて、本人は「純粋な混血」と自称する、という逸話もある。
- 執筆の傍ら、若石健康法のリフレクソロジストとしても活動中。

## 著書
- 『いちげんさん』（1997年、集英社）のち文庫
- 『アレグリア』（2000年、集英社）
- 『旅日記 A Travel Diary, Un Journal de Voyage』（2001年、集英社）
- 『命の風』（2005年、幻冬舎）
- 『不法愛妻家』新潮社、2012
- 『旅立ちの季節』講談社、2016
- 『奇跡のタッチ』リベラル社、2023